# Psicogeografía
La psicogeografía es una propuesta principalmente del situacionismo en la cual se pretende entender los efectos y las formas del ambiente geográfico en las emociones y el comportamiento de las personas. Una de las estrategias más conocidas de la psicogeografía, aunque no la más importante, es la deriva. Se relaciona con el urbanismo y con Guy Debord. Fue desarrollada por miembros de la Internacional Letrista y la Internacional Situacionista, grupos revolucionarios influenciados por la teoría marxista y anarquista, así como por las actitudes y métodos de Dadá y el surrealismo.